# Julie Stroumsa

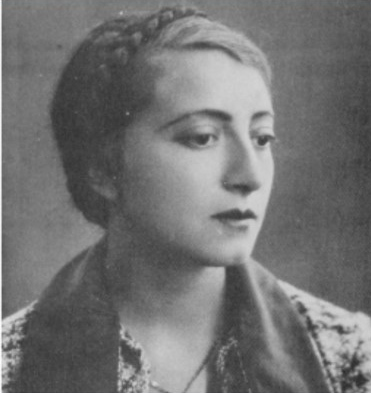
Julie Stroumsa

Julie Stroumsa (griechisch Τζούλια Στρούμσα, 1915 in Thessaloniki – 1945 im KZ Bergen-Belsen) war ein griechisches Opfer der Shoah. Sie spielte Geige im Mädchenorchester von Auschwitz.

## Leben
Julie Stroumsa entstammte einer sephardischen Familie aus Thessaloniki. Ihre Eltern waren Abraham Stroumsa (geb. 1883) und Doudoun geb. Yoel (geb. 1890). Sie hatte zwei Brüder, Jacques (geb. 1913) und Guedalia (geb. 1917), genannt Guy, und eine Schwester, Bella. Bereits als Kind lernte sie Geige spielen. Sie verlobte sich mit David Perahia (geb. am 22. Januar 1900), der in New York lebte. Sie wollte ihn heiraten und zu ihm ziehen, erhielt jedoch kein Visum mehr. Am 30. April 1943 wurde sie mit ihrer Familie in Viehwaggons in das Konzentrationslager Auschwitz-Birkenau verschleppt, wo sie am 8. Mai 1943 ankamen. Ihre Eltern und die hochschwangere Schwägerin Nora wurden unmittelbar nach der Ankunft in den Gaskammern ermordet. Nach der Ankunft überstanden alle vier Geschwister zunächst die Selektion an der Rampe. Ihr Bruder Jacques fand eine wenig kräfteraubende Arbeit bei den Weichsel-Union-Metallwerken. Die Schwester kam in das sogenannte Rotkäppchen-Kommando, so benannt, weil ihre Mitglieder rote Kopftücher tragen mussten. Die Kapos konnten sie so von den neu ankommenden Deportierten gut unterscheiden. Sie selbst wurde als Geigerin in das Frauenorchester von Auschwitz aufgenommen. Als die Rote Armee Ende 1944 herannahte, räumte die SS das Vernichtungslager und die jüdischen Mitglieder des Orchesters wurden am 1. November 1944 in das Konzentrationslager Bergen-Belsen im Reichsgebiet gebracht. Julie Stroumsa starb kurz vor oder nach der Befreiung an Typhus.
Zwei Geschwister konnten Auschwitz und die Shoah überleben, Jacques und Bella. Der Bruder wurde ein bedeutender Zeitzeuge. Der Religionswissenschaftler Guy Stroumsa ist ihr Neffe.

## Charakterisierung
„[...] so erinnere ich mich ihrer als sehr sanftes, zurückhaltendes Mädchen, das niemals an den manchmal heftigen Diskussionen teilnahm, die wir führten. Wir wollten ja leben, uns am Leben festklammern, [...]. Sie war keine Kämpfernatur, um dieser Brandung des Todes zu widerstehen.“

## Gedenken
Eine Erinnerungsplakette in der Gedenkstätte Bergen-Belsen ist ihr gewidmet.